# Alfonsowo
Alfonsowo (prononciation : [alfɔnˈsɔvɔ]) est un village polonais de la gmina de Jasieniec dans le powiat de Grójec de la voïvodie de Mazovie dans le centre-est de la Pologne.
Il se situe à environ 12 km au sud-est de Grójec (siège du powiat) et à 49 km au sud de Varsovie (capitale de la Pologne).
Le village possède approximativement une population de 40 habitants en 2006.

## Histoire
De 1975 à 1998, le village appartenait administrativement à la voïvodie de Radom.